# Alexander Nikolajewitsch Schelepin
Alexander Nikolajewitsch Schelepin (russisch Александр Николаевич Шелепин, wiss. Transliteration Aleksandr Nikolaevič Šelepin; * 18. August 1918 in Woronesch; † 24. Oktober 1994 in Moskau) war ein sowjetischer Politiker. Er war  von 1958 bis 1961 Vorsitzender des KGB.

Porträt Schelepins von seinem Grabstein auf dem Nowodewitschi-Friedhof

## Leben

### Aufstieg
Schelepin wurde 1940 Mitglied der WKP (B). Zu Beginn des Zweiten Weltkrieges studierte er in Moskau am Institut für Philosophie und Literatur.
Seit 1940 stieg er in der Jugendorganisation Komsomol in Moskau auf. Nach dem deutschen Überfall auf die Sowjetunion war Schelepin an der Organisation der Partisanenbewegung im Raum Moskau beteiligt. Von 1943 bis 1952 war er Sekretär und von 1952 bis 1958 war er Erster Sekretär (Vorsitzender) der Jugendorganisation.  In diesen Funktionen mobilisierte er die Jugend für die ökonomischen Projekte von Nikita Chruschtschow in Zentralasien. Im Zentralkomitee der Partei war er seit 1952. Er begleitete Chruschtschow 1954 bei seinem Besuch in der Volksrepublik China.

### KGB-Vorsitzender
Nach Stalins Tod 1953 ernannte ihn Chruschtschow zunächst zum stellvertretenden Vorsitzenden des KGB. Am 25. Dezember 1958 löste er Iwan Serow als Vorsitzenden des KGB ab. Ziel der Ernennung war es nach dem Umsturzversuch gegen Chruschtschow 1957, den KGB mehr unter die Kontrolle der Partei zu bekommen. Schelepin ersetzte viele hochrangige Offiziere durch Vertraute aus der Partei und insbesondere dem Komsomol. 1958 wurde er auch Leiter der Abteilung für Parteiorgane im Zentralkomitee.
Nach seiner Ablösung als Vorsitzender des KGB am 13. November 1961 durch seinen Protegé Wladimir Semitschastny war er vom Oktober 1961 bis 1967 Sekretär des Zentralkomitees, zuständig für die Sicherheitseinrichtungen der UdSSR.

### Im Zentrum der Macht
Als Parteisekretär behielt er jedoch weiterhin die Kontrolle über den KGB. Von 1962 bis 1965 war er stellvertretender Ministerpräsident in den Kabinetten von Chruschtschow und Alexei Kossygin. 1962 wurde auch Vorsitzender der Parteikontrollkommission. Die Ämter statteten ihn mit umfangreichen administrativen Machtbefugnissen aus.
Am Sturz Chruschtschows 1964 war Schelepin beteiligt, indem er den KGB für den Umsturz gewann. Am 16. November 1964 stieg er deshalb in das höchste politische Gremium der UdSSR auf. Schelepin wurde von 1964 bis 1975 Vollmitglied im Politbüro der Kommunistischen Partei der Sowjetunion, zuletzt führte er den Dachverband der sowjetischen Gewerkschaften. Obwohl er in diesem Amt nicht für die Verteidigung der Rechte von Arbeitnehmern, sondern für die Überwachung der Arbeitsdisziplin zuständig war, wurde er vom DGB als Partner zu Gesprächen eingeladen.
Ab dann beginnt seine Macht zu schwinden. Leonid Breschnew sah in ihm einen Rivalen um den Parteivorsitz. Am 16. April 1975 verlor er sein Amt als Politbüromitglied. Er wurde während des XXV. Parteitages 1976 auch nicht wieder in das Zentralkomitee der KPdSU gewählt.